# Hovea lanceolata
Hovea lanceolata är en ärtväxtart som beskrevs av John Sims. Hovea lanceolata ingår i släktet Hovea och familjen ärtväxter. Inga underarter finns listade i Catalogue of Life.